# نمرود أنطال
نمرود إ. أنطال (Hungarian: ‎[ˈnimroːd ˈɒntɒl]‏، ولد في 30 نوفمبر 1973) هو مخرج مجري أمريكي، كاتب سيناريو وممثل.

## توجيه
كتب وأخرج أنطال الفيلم الهنغاري Kontroll (2003) الذي حصل على العديد من الجوائز بما في ذلك جائزة الشباب في 2004 من مهرجان كان السينمائي والجائزة الكبرى في شيكاغو السينمائي الدولي، وكذلك رئج لجائزة السينما الأوروبية لأفضل مخرج.

## وصلات خارجية
- نمرود أنطال على موقع IMDb (الإنجليزية)
- نمرود أنطال على موقع ألو سيني (الفرنسية)
- نمرود أنطال على موقع أول موفي (الإنجليزية)
- نمرود أنطال على موقع بوكس أوفيس موجو (الإنجليزية)
- نمرود أنطال على موقع قاعدة بيانات الأفلام السويدية (السويدية)
- نمرود أنطال على موقع ديسكوغز (الإنجليزية)
- نمرود أنطال على موقع قاعدة بيانات الفيلم (الإنجليزية)
- نمرود أنطال على موقع كينوبويسك (الروسية)